# Favites acuticollis
Espèce
Statut CITES
Favites acuticollis est une espèce de coraux appartenant à la famille des Merulinidae ou la famille Faviidae.